# Содоку
Содо́ку (походить від яп. 鼠 (со) — пацюк і 毒 (доку) — отрута; також називають спірильозом від англ. Spirillosis МКХ-10, іноді англ. Spirillary rat bite fever — спірильозна гарячка від укусу пацюків) — гостра зоонозна інфекційна хвороба, яка характеризується рецидивуючою гарячкою, лімфаденітом і шкірним висипом.

## Історичні відомості та актуальність
Ця хвороба відома дуже давно на Сході і перші її описання відносяться до XVIII сторіччя в Японії. Але в медичній літературі вперше описав содоку у 1899 році японський лікар Г. Міяке. Захворюваність на содоку на сьогодні в світі є спорадичною, але в Азії вона вища, аніж в інших регіонах.

## Етіологія

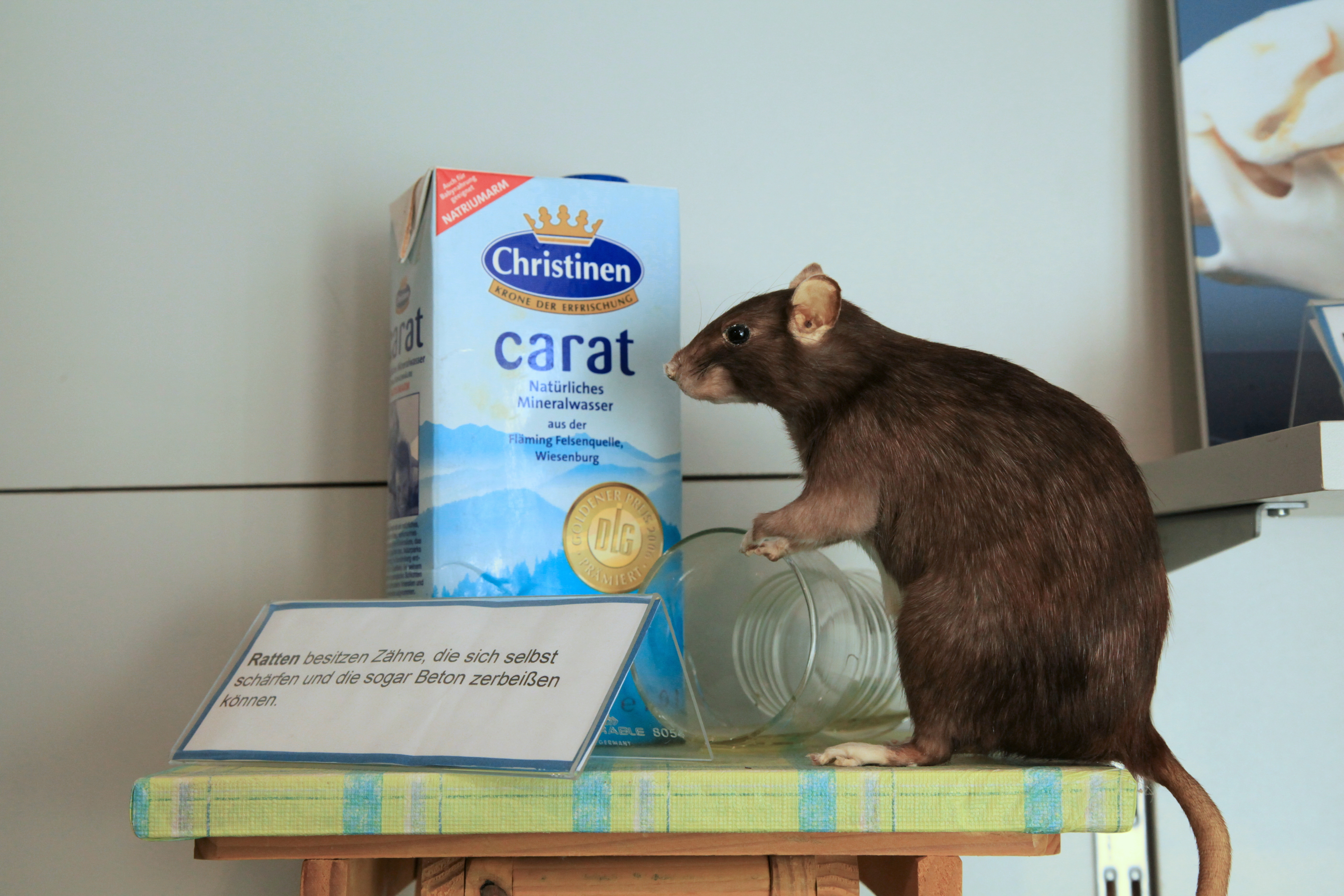
Сірий пацюк — шкідник у домашньому господарстві.

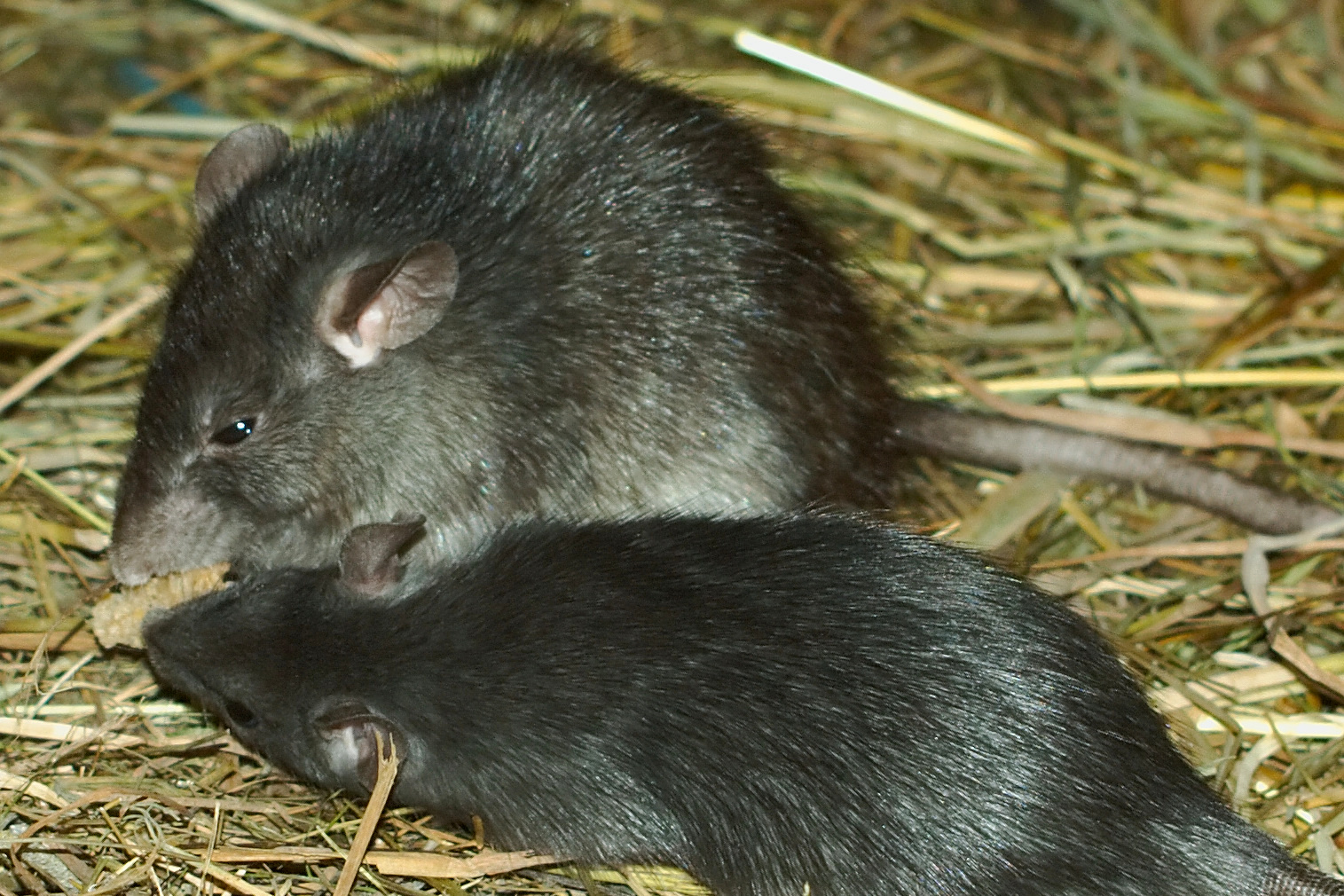
Чорний пацюк у природних для нього умовах.

Збудник содоку — Spirillum minus, грамнегативна анаеробна бактерія. Має вигляд коротких штопороподібних ниток в 2-3 завитка, забезпечена пучком джгутиків, розташованих бітермінально. Рухи стрімкі, подібні до руху вібріона. Добре забарвлюється за Романовським-Гімзою — набуває фіолетово-рожевого відтінку. У довкіллі нестійкий. Погано зростає на штучних поживних середовищах. Патогенна для білих мишей, морських свинок, котів, собак, мавп.
Детальніші відомості з цієї теми ви можете знайти в статті Spirillum minus.

## Епідеміологічні особливості

### Джерело
Джерелом інфекції для людини є пацюки, рідше ласки, білки, кролики, собаки, у яких Spirilla minus знаходиться на слизовій оболонці рота. Хвора людина не є джерелом інфекції. Часто у пацюків не проявляються симптоми хвороби, що дає право вважати їх і резервуаром содоку.

### Механізм і шляхи зараження
Зараження відбувається контактним механізмом: найчастіше від укусу пацюків, значно рідше — інших тварин. Можливе зараження при потраплянні слини від хворої тварини на пошкодження шкіри, що до цього були у людей.

### Сприйнятливий контингент та імунітет
Ступінь сприйнятливості людини та імунітет після перенесеної хвороби на сьогодні не прояснені, адже через спорадичну захворюваність не вдається провести повноцінні дослідження.

## Патогенез
У місці інокуляції збудника відбувається його накопичення і формування первинного афекту, з якого спірили поширюються лімфогенно, спричинюючи в регіонарних лімфатичних вузлах запальний процес, потім проникають в кров. Спірили гематогенно заносяться в органи системи мононуклеарних фагоцитів (СМФ), де вони фіксуються і в подальшому обумовлюють повторну генералізацію інфекційного процесу. Одужання настає завдяки формуванню специфічного імунітету і фагоцитозу збудника клітинами СМФ.

## Клінічні прояви
У МКХ-10 вирізняють содоку / спірильоз під кодом А25.0. Клінічної класифікації на сьогодні не існує.
Інкубаційний період триває від 3 днів до 2 місяців.

### Ранній період
Хвороба починається гостро з ознобу і підвищення температури. Симптоми інтоксикації помірно виражені. На місці укусу виникає первинний афект: щільний болючий інфільтрат, який піддається некрозу, нагноєнню. На інфільтраті утворюється міхур, потім виразка, яка супроводжується лімфангітом і регіонарним лімфаденітом.
Гарячка триває 6-7 днів, згодом температура критично знижується до субфебрильних або нормальних цифр, відмічається рясне потовиділення.

### Період рецидивів
Через декілька днів напад повторюється. Число нападів (за відсутності етіотропної терапії) від 6 до 20 й більше. Захворювання може затягнутися на декілька місяців. Дуже часто, починаючи з 2-3 нападу, з'являється висип (плямистий, папульозний), що охоплює все тіло, але особливо згущується в області первинного афекту. Під час нападів хворих турбують сильний м'язовий та суглобний біль. У тяжких випадках з'являються зміни з боку нервової системи, порушуються слух і зір.

## Ускладнення
Можливі абсцеси мозку, абсцеси м'яких тканин, поліартрит, міокардит, сепсис.

## Діагностика

### Клініко-епідеміологічна діагностика
Діагноз содоку ґрунтується на підставі даних епідеміологічного анамнезу (укус пацюком або іншою твариною) і характерної клінічної симптоматики (гарячка, наявність первинного ефекту, регіонарного лімфаденіту, рецидивів хвороби).

### Специфічна діагностика
У непевних випадках для ідентифікації збудника досліджують кров і матеріал з первинного афекту. Спірили можуть бути виявлені у мазку з вмісту первинного афекту, у тонкому і товстому («товста крапля») мазків крові, забарвлених за Романовським-Гімзою. Починаючи з 6-8 дня хвороби можна використовувати серологічні реакції — лізису і аглютинації. Біологічний метод — внутрішньоочеревинне зараження білих мишей або морських свинок.

## Лікування
Етіотропну терапію проводять пеніциліном внутрішньом'язово в добовій дозі 6-12 млн. ОД, доксицикліном по 0,1 г перорально 2 рази на добу протягом 5-7 днів. Можливе застосування макролідів у загально терапевтичних дозуваннях. Без застосування антибіотиків летальність досягає 10 %.

## Профілактика
Профілактика направлена на боротьбу з пацюками, дотримання правил безпеки при роботі з гризунами. При укусах пацюками необхідно провести обробку місця укусу мильним розчином, доцільно призначити профілактично доксициклін протягом 5 днів.